# Stop (Spice-Girls-Lied)
Stop ist ein Lied der britischen Girlgroup Spice Girls. Es erschien im November 1997 auf ihrem zweiten Studioalbum Spiceworld und wurde im März 1998 als die dritte Singleauskopplung aus diesem Album veröffentlicht.

## Entstehung und Veröffentlichung
Die fünf Mitglieder der Spice Girls, Victoria Adams, Melanie Brown, Emma Bunton, Melanie Chisholm und Geri Halliwell schrieben den Titel Stop in Zusammenarbeit mit den Koautoren Andy Watkins und Paul Wilson, Mitglieder des britischen Songwriting- und Produktionsteams Absolute, die ebenfalls für die Produktion des Liedes verantwortlich zeichneten.
Stop wurde in Europa am 9. März 1998 in zwei Standard-CD-Single-Versionen veröffentlicht. Die erste enthielt Liveaufnahmen von drei Liedern aus Spice, dem Debütalbum der Spice Girls (Something Kinda Funny, Mama, Love Thing), die im Oktober 1997 während der beiden Spice Girls-Konzerte in Istanbul aufgezeichnet wurden. Die zweite Version enthielt zwei Remixes von Stop und eine Coverversion des Songs Ain’t No Stoppin’ Us Now von McFadden & Whitehead aus dem Jahr 1979, die die Spice Girls zusammen mit dem US-amerikanischen Soul- und R&B-Sänger Luther Vandross aufgenommen hatten. In den Vereinigten Staaten erschienen beide Single-Versionen schließlich am 3. Juni 1998.

## Hintergrund
Im Juni 1997 begannen die Spice Girls mit den Dreharbeiten zu Spiceworld – Der Film. Gleichzeitig startete Virgin Records die ersten Werbekampagnen für das zweite Album der Gruppe, Spiceworld, dessen Veröffentlichung für Anfang November 1997 vorgesehen war. Zu diesem Zeitpunkt waren jedoch noch keine Songs für das Album geschrieben worden, also mussten die Spice Girls das Songwriting und die Aufnahmen parallel zu den Dreharbeiten erledigen. Zwischen den Aufnahmen und am Ende jedes Drehtages gingen sie normalerweise direkt in ein mobiles Aufnahmestudio, das in einem Wohnmobil aufgebaut war und ihnen von Drehort zu Drehort folgte. Der Zeitplan war für die Gruppe körperlich anstrengend und mit logistischen Schwierigkeiten verbunden; Melanie Brown kommentierte dies in ihrer Autobiografie: „Die beiden Vollzeitjobs gleichzeitig zu machen, forderte seinen Tribut und nach ein paar Wochen setzte die Erschöpfung ein.“
Das Konzept von Stop stammt hauptsächlich aus der Feder von Geri Halliwell. Sie dachte sich die ersten Zeilen des Liedes aus und nahm sie mit einem Diktiergerät auf. Am nächsten Tag spielte sie Paul Wilson und Andy Watkins von Absolute diese Aufnahme vor. Das Duo griff Halliwells Gesangsmelodie auf und entwickelte sie weiter. Halliwell dazu in ihrer Autobiografie: „Ich wollte  etwas in Richtung Motown machen. Mel C hat schließlich den Refrain fertiggestellt und wir hatten die Grundlage für einen Song namens Stop. Später, als wir mehr Zeit hatten, kamen die anderen Mädchen dazu und wir begannen damit, die Strophen und die Bridge zu schreiben.“
Laut Melanie C handelt Stop von den Gefühlen der Gruppe gegenüber dem Ruhm und ihrer Frustration über ihr Management, das sie ihrer Meinung nach überforderte. Diese Frustrationen führten dazu, dass sie im November 1997 ihren Manager Simon Fuller feuerten.

## Musikalisches
Stop ist ein Uptempo-Popsong mit Anklängen an Blue-Eyed Soul, sowie klassischem Motown Soul, und erinnert daher an Girlgroups wie Martha & the Vandellas oder The Supremes, die in den 1960er Jahren beim Motown-Label unter Vertrag waren. Mit einem schnellen Tempo von 132 Schlägen pro Minute bewegt sich das Lied im Viervierteltakt und ist in seiner Liedstruktur in einer Strophe-Prä-Refrain-Refrain-Form (mit einer Bridge vor dem dritten und vierten Refrain) aufgebaut. Es beginnt mit einer instrumentalen Einleitung, gefolgt von der ersten Strophe, in der jeweils eine Zeile nacheinander von Geri Halliwell, Melanie Chisholm, Emma Bunton und Victoria Adams gesungen wird. Darauf folgt mit einem Akkordwechsel die Einleitung zum Refrain, während der Refrain die Akkorde der Strophe wieder aufnimmt. Dasselbe Muster wiederholt sich bis zum zweiten Refrain, wobei der erste Teil der zweiten Strophe aus der wiederholten Verwendung der Wörter do und ba da besteht, daraufhin singen Bunton und Chisholm den Rest der Strophe. Schließlich singen alle Spice Girls die Bridge und beenden das Lied, indem sie den Refrain dreimal wiederholen.

## Musikvideo
Das Musikvideo zu Stop wurde am 27. Januar 1998 in Irland unter der Regie von James Brown (nicht der gleichnamige Soulsänger) gedreht.
Der Eröffnungsabschnitt, der an eine traditionelle Arbeiterstraße mit Reihenhäusern der 1960er Jahre erinnert, wurde in der Carnew Street in Dublin gedreht und zeigt Szenen, in denen jedes Spice Girl an verschiedene Türen klopft. Während des ersten Refrains führt die Gruppe dann eine Tanz-Choreografie auf. Die zweite Hälfte des Videos, die in der Stadt Rathdrum in der Grafschaft Wicklow spielt, zeigt die Spice Girls bei verschiedenen Aktivitäten mit jungen Mädchen wie Tanzen, Seilspringen, Himmel und Hölle, Kuchen backen, Hula-Hoop oder das Reiten eines Pferdes. Außerdem werden Einwohner der irischen Arbeiterklasse dargestellt, die den örtlichen Jahrmarkt besuchen oder in der Kneipe etwas trinken. Am Ende des Videos treten die Spice Girls auf der Bühne einer örtlichen Halle vor einem Publikum aus jüngeren und älteren Zuschauern auf. Das Publikum applaudiert, nachdem das Lied zu Ende ist und Geri Halliwell streckt dem Zuschauer die Zunge heraus.
Stop war das letzte Musikvideo, in dem die Spice Girls vor Halliwells Ausstieg in der Fünferbesetzung auftraten.

## Kommerzieller Erfolg

### Chartplatzierungen
Stop debütierte in Großbritannien auf Platz zwei, was gleichzeitig die höchste Platzierung der Single in den dortigen Charts darstellte, da sie sich Jason Nevins’ Remix des Songs It’s Like That von Run-D.M.C. aus dem Jahr 1983 geschlagen geben musste, der sechs Wochen lang Platz 1 der britischen Charts belegte. Damit fand die Serie der bis dahin sechs aufeinanderfolgenden Nummer-eins-Hits der Spice Girls im Vereinigten Königreich (von Wannabe bis Too Much) vorerst ihr Ende.
Außerhalb ihrer Heimat feierte Stop Top-10-Erfolge in Australien (Rang 5), Belgien-Wallonien (Rang 8), Finnland (Rang 6), Neuseeland (Rang 9), Niederlande (Rang 6) und Schweden (Rang 8).
| ChartsChartplatzierungen       | Höchstplatzierung | Wochen |
| ------------------------------ | ----------------- | ------ |
| Deutschland (GfK)              | 35 (9 Wo.)        | 9      |
| Österreich (Ö3)                | 12 (12 Wo.)       | 12     |
| Schweiz (IFPI)                 | 20 (12 Wo.)       | 12     |
| Vereinigte Staaten (Billboard) | 16 (19 Wo.)       | 19     |
| Vereinigtes Königreich (OCC)   | 2 (20 Wo.)        | 20     |

| ChartsJahrescharts (1998)    | Platzierung |
| ---------------------------- | ----------- |
| Vereinigtes Königreich (OCC) | 43          |

### Auszeichnungen für Musikverkäufe
| Land/Region                  | Auszeichnungen für Musikverkäufe (Land/Region, Auszeichnung, Verkäufe) | Verkäufe  |
| ---------------------------- | ---------------------------------------------------------------------- | --------- |
| Australien (ARIA)            | Gold                                                                   | 35.000    |
| Belgien (BRMA)               | Gold                                                                   | 25.000    |
| Frankreich (SNEP)            | Gold                                                                   | 250.000   |
| Vereinigtes Königreich (BPI) | Platin                                                                 | 776.000   |
| Vereinigte Staaten (RIAA)    | –                                                                      | 400.000   |
| Insgesamt                    | 3× Gold · 1× Platin ·                                                  | 1.486.000 |

Hauptartikel: Spice Girls/Auszeichnungen für Musikverkäufe

## Coverversionen
- 2020: The Struts